# Strictly Physical (singolo)
Strictly Physical è  una canzone pop scritta da Christian Ballard, Tim Hawes, Pete Kirtley, Obie Mhondera e Andrew Murray per il trio pop tedesco Monrose per il loro secondo album "Strictly Physical". È stato pubblicato come secondo singolo il 14 settembre 2007.

## Video musicale
Il video è stato filmato tra il 27 e il 29 agosto in Germania. La première del video è stata fatta il 12 settembre 2007 sul sito ufficiale della band.

## Andamento in classifica
"Strictly Physical" ha debuttato alla posizione numero 6 nella classifica dei singoli tedesca, diventato il quarto singolo top-ten delle Monrose in Germania. In Austria, la canzone è entrata in classifica alla posizione numero 20 solo con il conteggio dei download.

## Classifiche
| Classifica (2007)          | Posizione massima |
| -------------------------- | ----------------- |
| Austrian Singles Chart     | 16                |
| Billboard European Hot 100 | 24                |
| European Top 200 Singles   | 18                |
| German Singles Chart       | 6                 |
| Lithuania Airplay Chart    | 17                |
| Polish Top 50              | 7                 |
| Slovakian Airplay Chart    | 99                |
| Slovenian Airplay Chart    | 28                |
| Swiss Singles Chart        | 29                |

| German Singles Chart | German Singles Chart | German Singles Chart | German Singles Chart | German Singles Chart | German Singles Chart | German Singles Chart | German Singles Chart | German Singles Chart | German Singles Chart | German Singles Chart | German Singles Chart |
| -------------------- | -------------------- | -------------------- | -------------------- | -------------------- | -------------------- | -------------------- | -------------------- | -------------------- | -------------------- | -------------------- | -------------------- |
| Settimana            | 01                   | 02                   | 03                   | 04                   | 05                   | 06                   | 07                   | 08                   | 09                   | 10                   | 11                   |
| Posizione            | 6                    | 7                    | 6                    | 9                    | 13                   | 17                   | 25                   | 31                   | 37                   | 52                   | 60                   |

| Austrian Singles Chart | Austrian Singles Chart | Austrian Singles Chart | Austrian Singles Chart | Austrian Singles Chart | Austrian Singles Chart | Austrian Singles Chart | Austrian Singles Chart | Austrian Singles Chart | Austrian Singles Chart | Austrian Singles Chart |
| ---------------------- | ---------------------- | ---------------------- | ---------------------- | ---------------------- | ---------------------- | ---------------------- | ---------------------- | ---------------------- | ---------------------- | ---------------------- |
| Settimana              | 01                     | 02                     | 03                     | 04                     | 05                     | 06                     | 07                     | 08                     | 09                     | 10                     |
| Posizione              | 20                     | 28                     | 17                     | 16                     | 20                     | 25                     | 35                     | 40                     | 45                     | 67                     |

| Swiss Singles Chart | Swiss Singles Chart | Swiss Singles Chart | Swiss Singles Chart | Swiss Singles Chart | Swiss Singles Chart | Swiss Singles Chart | Swiss Singles Chart | Swiss Singles Chart |
| ------------------- | ------------------- | ------------------- | ------------------- | ------------------- | ------------------- | ------------------- | ------------------- | ------------------- |
| Settimana           | 01                  | 02                  | 03                  | 04                  | 05                  | 06                  | 07                  | 08                  |
| Posizione           | 31                  | 37                  | 29                  | 39                  | 49                  | 54                  | 70                  | 75                  |

## Formati e tracklist

### CD singolo
1. "Strictly Physical" (Radio Edit) - 3:41
2. "Strictly Physical" (Beathoavenz Cut) - 3:31
3. "Strictly Physical" (Skfarshot Remix) - 3:19
4. "Strictly Physical" (Instrumental) - 3:41